# Benderli Ali Pascià
Benderli Ali Pascià (Bender, 1770 – Cipro, 30 aprile 1821) è stato un politico ottomano.
Governò dal 23 marzo 1821 al 30 aprile 1821 come gran visir del sultano Mahmud II Arrivò a Costantinopoli il 21 aprile 1821 e in realtà fu al potere solo per nove giorni.
Fu l'ultimo gran visir palesemente giustiziato su un chiaro ordine di un sultano (Mahmud II).
Secondo il libro di testo della storia dell'Impero ottomano intitolato Sicill-i Osmani, il 12 aprile 1821 fu degradato dal sultano Mahmud e fu mandato in esilio a Rodi, dove morì in seguito. Secondo gli annali ottomani dello storico di corte Vak'a-nüvis Ahmed Cevdet Effendi, intitolato Tarih-i Cevdet, invece, fu mandato in esilio a Cipro e dopo la sua partenza i boia furono inviati sull'isola. È stato sepolto nel cimitero di Karacaahmet nel quartiere Üsküdar di Istanbul.